# Liste der Abgeordneten im Kommunallandtag der Hohenzollernschen Lande 1925–1929
Diese Liste nennt die Abgeordneten im Kommunallandtag der Hohenzollernschen Lande in der dritten Wahlperiode der Weimarer Republik 1925–1929.

## Zusammensetzung
Nun hatte der Kommunallandtag 24 Mitglieder, die in einem Wahlkreis in freier und gleicher Wahl gewählt wurden. Die Hohenzollernschen Lande waren weitaus überwiegend katholisch. Die Deutsche Zentrumspartei (Zentrum) erhielt bei der Kommunallandtagswahl 1925 insgesamt 17 Mandate (+1), die Deutsche Demokratische Partei (DDP) drei (−1) Mandate und die DNVP (Hohenzollernscher Bauernbund) vier (+1).

## Liste
| Abgeordneter           | Beruf                                               | Partei  | Mandatsdauer |
| ---------------------- | --------------------------------------------------- | ------- | ------------ |
| Alois Kalbhenn         | Studienrat, Sigmaringen                             | DNVP    | 1925–1929    |
| Franz Keller           | Landwirtschaftsrat, Haigerloch                      | DNVP    | 1925–1929    |
| Anton Failer           | Landwirt, Sigmaringen                               | DNVP    | 1925–1929    |
| Johann Pfister         | Landwirt, Bittelbronn                               | DNVP    | 1925–1929    |
| Carl Vogel             | Pfarrer, Straßberg                                  | Zentrum | 1925–1929    |
| Emil Straub            | Landwirt, Otterswang                                | Zentrum | 1925–1929    |
| Hermann Ott            | Malermeister, Sigmaringen                           | Zentrum | 1925–1929    |
| Johann Petry           | Verbandsdirektor, Sigmaringen                       | Zentrum | 1925–1929    |
| Karl Löffler           | Bürgermeister, Gammertingen                         | Zentrum | 1925–1929    |
| Josef Strobel          | Bürgermeister und Landwirt, Ablach                  | Zentrum | 1925–1929    |
| Johann Beil            | Straßenwärter, Storzingen                           | Zentrum | 1925–1929    |
| Franz Keller           | Lehrer, Sigmaringen                                 | Zentrum | 1925–1929    |
| August Hebeisen        | Zimmermann, Veringendorf                            | Zentrum | 1925–1929    |
| Albert Reis            | Landwirt, Spöck                                     | Zentrum | 1925–1929    |
| Simon Hausch           | Landwirt, Wessingen                                 | Zentrum | 1925–1929    |
| Hermann Eger           | Landwirt, Weildorf                                  | Zentrum | 1925–1929    |
| Clemens Moser          | Studienrat, Hechingen                               | Zentrum | 1925–1929    |
| Johannes Umbrecht      | Bürgermeister, Glatt                                | Zentrum | 1925–1929    |
| Adolf Stengel          | Uhrmacher, Hechingen                                | Zentrum | 1925–1929    |
| Anton Straubinger      | Bürgermeister, Salmendingen                         | Zentrum | 1925–1929    |
| Karl Emter             | Oberbuchhalter, Hechingen                           | Zentrum | 1925–1929    |
| Friedrich Wallishauser | Redakteur, Hechingen                                | DDP     | 1925–1929    |
| Jacob Hirning          | Kaufmann, Gammertingen                              | DDP     | 1925–1929    |
| Otto Bosch             | Kaufmann, Hechingen                                 | DDP     | 1925–1929    |
| Sebastian Dehner       | Bürgermeister (Nachfolger für Bosch), Grosselfingen | DDP     | 1929–1929    |

## Landesausschuss
| Abgeordneter           | Beruf                      | Partei  | Mandatsdauer |
| ---------------------- | -------------------------- | ------- | ------------ |
| Simon Hausch           | Landwirt, Wessingen        | Zentrum | 1922–1925    |
| Josef Strobel          | Land- und Gastwirt, Ablach | Zentrum | 1922–1925    |
| Hermann Eger           | Landwirt, Weildorf         | Zentrum | 1925–1929    |
| Friedrich Wallishauser | Redakteur, Hechingen       | DDP     | 1922–1925    |

Vorsitzender von Kommunallandtag und Landesausschuss war Carl Vogel.
Der Kommunallandtag wählte gemäß der Preußischen Verfassung von 1920 ein Mitglied in den Preußischen Staatsrat. Dieses war 1919–1930 Emil Belzer.